# Paracompsosoma humeralis
Paracompsosoma humeralis là một loài bọ cánh cứng trong họ Cerambycidae.